# Лосантвілл (Індіана)
Лосантвілл (англ. Losantville) — місто (англ. town) в США, в окрузі Рендолф штату Індіана. Населення — 221 особа (2020).

## Географія
Лосантвілл розташований за координатами 40°1′25″ пн. ш. 85°11′0″ зх. д. / 40.02361° пн. ш. 85.18333° зх. д. (40.023528, -85.183459).  За даними Бюро перепису населення США в 2010 році місто мало площу 0,49 км², уся площа — суходіл.

## Демографія
Згідно з переписом 2010 року, у місті мешкало 237 осіб у 105 домогосподарствах у складі 63 родин. Густота населення становила 485 осіб/км².  Було 124 помешкання (254/км²).
Расовий склад населення:
| - 97,0 % — білих - 0,4 % — корінних американців |

До двох чи більше рас належало 2,5 %. Частка іспаномовних становила 0,0 % від усіх жителів.
За віковим діапазоном населення розподілялося таким чином: 23,2 % — особи молодші 18 років, 60,3 % — особи у віці 18—64 років, 16,5 % — особи у віці 65 років та старші. Медіана віку мешканця становила 37,4 року. На 100 осіб жіночої статі у місті припадало 99,2 чоловіків;  на 100 жінок у віці від 18 років та старших — 97,8 чоловіків також старших 18 років.
Середній дохід на одне домашнє господарство  становив 39 752 долари США (медіана — 30 938), а середній дохід на одну сім'ю — 45 997 доларів (медіана — 32 344). За межею бідності перебувало 12,1 % осіб, у тому числі 6,3 % дітей у віці до 18 років та 9,1 % осіб у віці 65 років та старших.
Цивільне працевлаштоване населення становило 84 особи. Основні галузі зайнятості: виробництво — 22,6 %, роздрібна торгівля — 20,2 %, освіта, охорона здоров'я та соціальна допомога — 19,0 %.